# Ivony Miaramiasa
Ivony Miaramiasa is een plaats en commune in het centrum van Madagaskar, behorend tot het district Ambositra, dat gelegen is in de regio Amoron'i Mania. Tijdens een volkstelling in 2001 telde de plaats 5.880 inwoners.
De plaats biedt naast lager onderwijs ook middelbaar onderwijs aan. 99,5 % van de bevolking werkt als landbouwer en 0,3 % houdt zich bezig met veeteelt. De belangrijkste landbouwproducten zijn rijst en sinaasappelen; andere belangrijke producten zijn bonen, aardappelen en tomaten. Verder is 0,2% actief in de dienstensector.